# Crépy-en-Valois
Crépy-en-Valois là một xã trong vùng đô thị Paris, thuộc tỉnh Oise, vùng Hauts-de-France của nước Pháp, có dân số là 14.436 người (thời điểm 1999).